# Crystal (Maine)
Crystal és una població dels Estats Units a l'estat de Maine (EUA). Segons el cens del 2000 tenia 285 habitants.

## Demografia
Segons el cens del 2000, Crystal tenia 285 habitants, 112 habitatges, i 89 famílies. La densitat de població era de 2,7 habitants per km².
Dels 112 habitatges en un 29,5% hi vivien nens de menys de 18 anys, en un 68,8% hi vivien parelles casades, en un 8% dones solteres, i en un 20,5% no eren unitats familiars. En el 15,2% dels habitatges hi vivien persones soles el 7,1% de les quals corresponia a persones de 65 anys o més que vivien soles. El nombre mitjà de persones vivint en cada habitatge era de 2,54 i el nombre mitjà de persones que vivien en cada família era de 2,85.
Per edats la població es repartia de la següent manera: un 22,8% tenia menys de 18 anys, un 7,7% entre 18 i 24, un 23,9% entre 25 i 44, un 28,4% de 45 a 60 i un 17,2% 65 anys o més.
L'edat mediana era de 42 anys. Per cada 100 dones de 18 o més anys hi havia 100 homes.
La renda mediana per habitatge era de 28.472 $ i la renda mediana per família de 28.750 $. Els homes tenien una renda mediana de 30.417 $ mentre que les dones 19.063 $. La renda per capita de la població era de 14.338 $. Entorn del 6% de les famílies i el 8,6% de la població estaven per davall del llindar de pobresa.